# CRH6

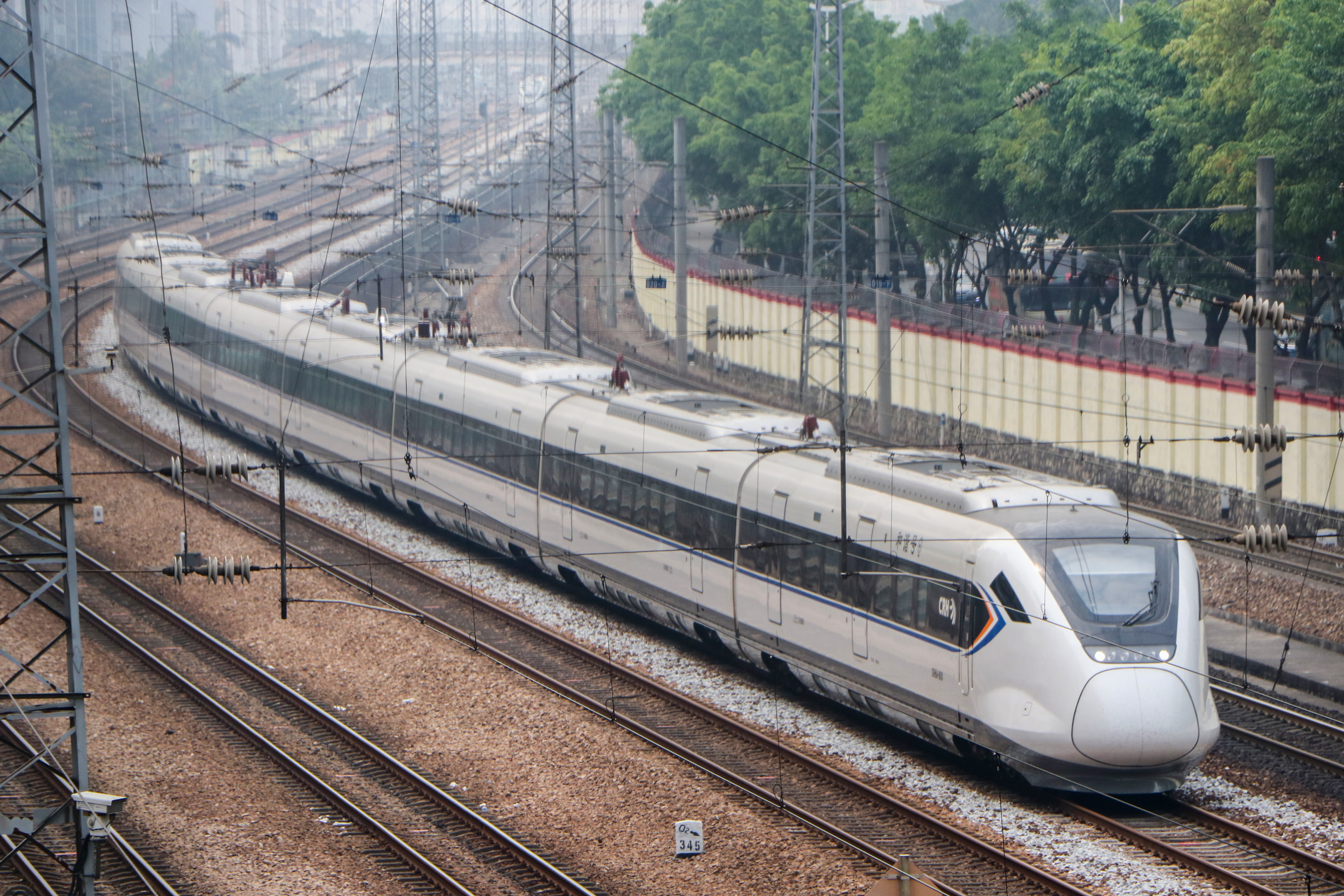
CRH6 a Kanton–Sencsen-vasútvonalon 2018 márciusában

A China Railways CRH6 egy kínai gyártású, újgenerációs, nyolcrészes nagysebességű villamos intercity motorvonat-sorozat. A CSR Qingdao Sifang Locomotive & Rolling Stock Co. Ltd. tervezte, és a CSR Nanjing Puzhen Rolling Stock Co. Ltd gyártotta 2011 és 2012 között a China Railways részére. Összesen 24 db motorvonat (192 kocsi) készült el. A motorvonatok maximális sebessége 250 km/h.
A vonatok 25 kV 50 Hz váltakozó áramról üzemelnek, fékezéskor képesek az energia-visszatáplálásra is.

## Változatok
A motorvonat nyolc részből áll majd, hossza 199 500 mm, szélessége 3 300 mm és magassága 3 900 mm lesz. Az ülőhelyek száma 586.
Két változatban készült:
- nagysebességű változat: maximális sebessége 250 km/h, üzemi sebessége 220 km/h
- kvázi nagysebességű változat: maximális sebessége 180 km/h, üzemi sebessége 160 km/h

### CRH6A
| Kocsi sorszám   | 1         | 2         | 3         | 4         | 5         | 6         | 7         | 8         |
| --------------- | --------- | --------- | --------- | --------- | --------- | --------- | --------- | --------- |
| Összeállítás    | Tc        | M         | M         | Tp        | T         | Mp        | M         | Tc        |
| Pályaszám       | ZE xxxx01 | ZE xxxx02 | ZE xxxx03 | ZE xxxx04 | ZE xxxx05 | ZE xxxx06 | ZE xxxx07 | ZE xxxx00 |
| Ülőhelyek száma | 45        | 64        | 64        | 62        | 64        | 64        | 64        | 50        |

### CRH6A-A
| Kocsi sorszám   | 1         | 2         | 3         | 4         |
| --------------- | --------- | --------- | --------- | --------- |
| Összeállítás    | Tc        | Mp        | Mp        | Tc        |
| Pályaszám       | ZE xxxx01 | ZE xxxx02 | ZE xxxx03 | ZE xxxx00 |
| Ülőhelyek száma | 50        | 78        | 74        | 50        |